# Angiografia per ressonància magnètica
L'angiografia per ressonància magnètica (ARM) és un grup de tècniques basades en imatges de ressonància magnètica (MRI) dels vasos sanguinis. L'angiografia per ressonància magnètica es fa servir per generar imatges de les artèries (i menys comunament venes) per tal d'avaluar-ne possibles estenosis (estrenyiment anormal), oclusions, aneurismes (dilatacions de la paret vascular, amb risc de trencament) o altres anormalitats. L'ARM es fa servir sovint per avaluar les artèries del coll i el cervell, l'aorta toràcica i abdominal, les artèries renals, i de les extremitats inferiors.